# Guillaume Dumanoir
Pour les articles homonymes, voir Dumanoir (homonymie).
Guillaume Dumanoir est un compositeur et musicien français de la période baroque, né à Paris le 16 novembre 1615, mort à Paris le 18 mai 1697.

## Biographie
Guillaume Dumanoir est l'un des vingt-quatre violons de la chambre du roi. Le 21 novembre 1657 Louis XIV lui attribue le titre de « Roi des violons, maîtres à danser et joueurs d'instrumens tant haust que bas » : il succède ainsi à son oncle Claude Dumanoir comme « roi des ménétriers » ou « roi des violons » - c'est-à-dire directeur de la Ménestrandise.
En avril 1662, il dépose plainte au nom de la Ménestrandise pour s'opposer à la création de l'Académie de Danse. Sa pétition suscite une riposte détaillée de la part des académiciens parisiens, avec un discours démontrant que la danse, dans sa partie la plus noble, n'a pas besoin d'instruments de musique. Guillaume Dumanoir perd le procès le 30 août 1662, mais se venge en écrivant son libelle Le mariage de la musique avec la dance, contenant la réponce au livre des treize prétendus Académistes, touchant ces deux arts, publié en 1664.
Les procédures intentées par la Ménestrandise afin de forcer les musiciens à entrer dans la communauté et à payer les taxes d'inscription correspondantes dureront plus de trente ans avant qu'en mai 1695 une décision définitive de la cour s'exprime en faveur des compositeurs, des organistes et des professeurs de clavecin, contre les jurés de la corporation.

## Discographie
Suites d'orchestre, Le Concert des Nations, dir. Jordi Savall CD Auvidis fontalis 1997